# Bad Azz
Bad Azz, właściwie Jamarr Antonio Stamps (ur. 27 października 1975 w Hawaiian Gardens, zm. 11 listopada 2019 w Murrieta) – amerykański raper i założyciel Dogg Pound Gangsta Clique, znany również jako DPGC. Był także członkiem LBC Crew. Nie jest tak popularny na świecie jak jego partnerzy z Dogg Pound Gangsta Clique lecz jest doskonale znany w Los Angeles, często słyszany w stacjach radiowych KPWR i KKBT.

## Dyskografia

### Albumy
| Rok  | Tytuł              | Najwyższa pozycja | Najwyższa pozycja |
| Rok  | Tytuł              | U.S.              | U.S. R&B          |
| ---- | ------------------ | ----------------- | ----------------- |
| 1998 | Word on Tha Street | 182               | 32                |
| 2001 | Personal Business  | 59                | 16                |
| 2003 | Money Run          | –                 | 85                |
| 2003 | Executive Decision | –                 | –                 |

### Single
| Rok  | Tytuł                                                     | Najwyższa pozycja | Najwyższa pozycja | Album              |
| Rok  | Tytuł                                                     | U.S. R&B          | U.S. Rap          | Album              |
| ---- | --------------------------------------------------------- | ----------------- | ----------------- | ------------------ |
| 1999 | „We Be Puttin' It Down!” (featuring Snoop Dogg)           | 62                | 8                 | Word on Tha Street |
| 2001 | „Wrong Idea” (featuring Snoop Dogg, Kokane & Lil’ ½ Dead) | 75                | –                 | Personal Business  |

### Występy gościnne
| Rok  | Utwór   | Artysta(ści)       | Album                                 |
| ---- | ------- | ------------------ | ------------------------------------- |
| 1996 | „Krazy” | 2Pac feat. Bad Azz | The Don Killuminati: The 7 Day Theory |